# Tadorninae
Los tadorninos (Tadorninae) son una subfamilia de aves anseriformes de la familia Anatidae. Esta subfamilia incluye la mayoría de los patos-gansos, patos vapor (Tachyeres), tarros (Tadorna) y avutardas o cauquenes (Chloephaga).
Son generalmente semi-terrestres como un intermedio entre los gansos (Anserinae) y los patos (Anatinae). La mayoría de las especies tiene un plumaje distintivo, siempre con dimorfismo sexual.
Los tadorninos son propios principalmente del hemisferio sur tropical, con sólo dos especies, Tadorna tadorna y Tadorna ferruginea ocupando zonas templadas en el hemisferio norte.

## Taxonomía

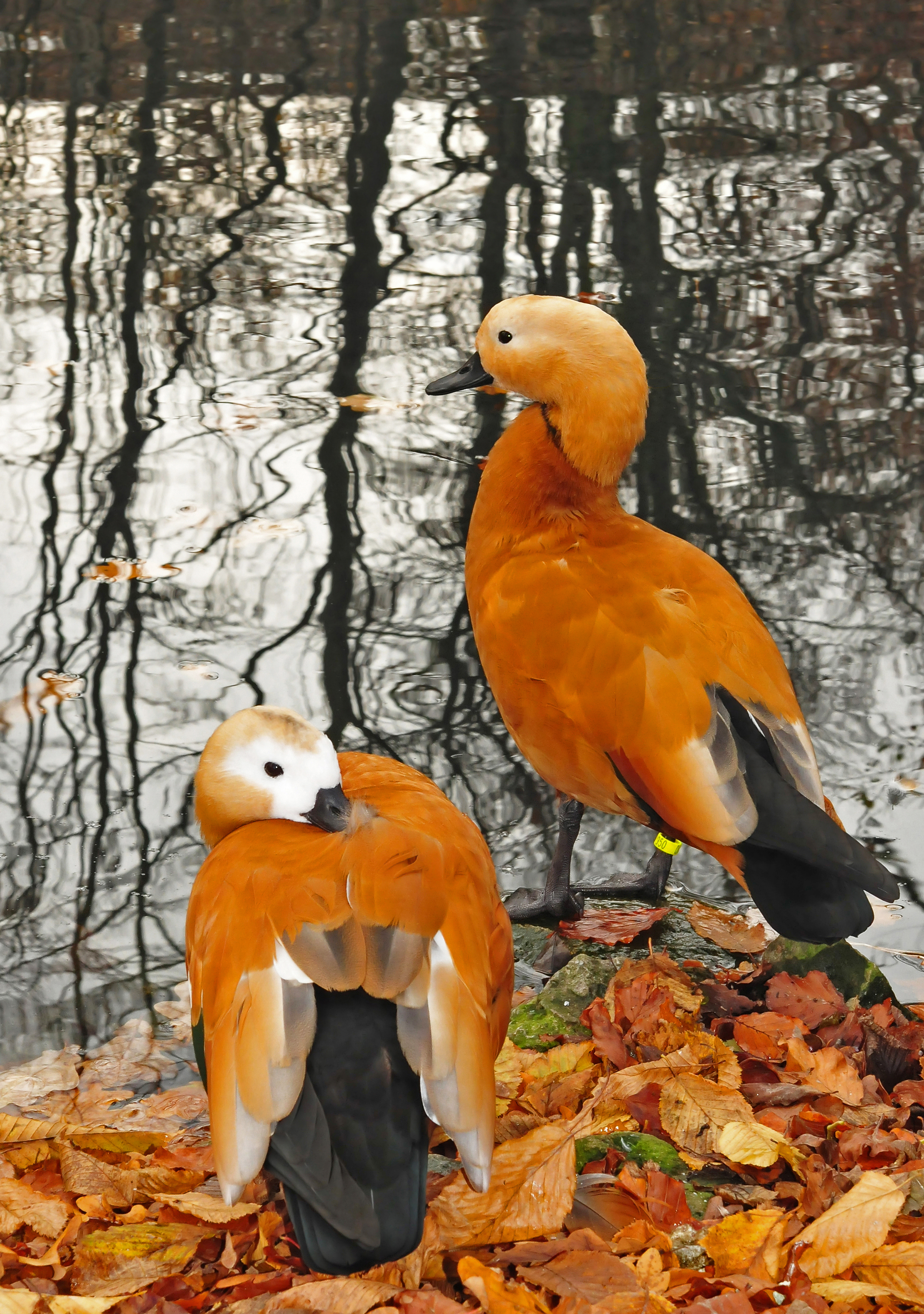
Tadorna ferruginea

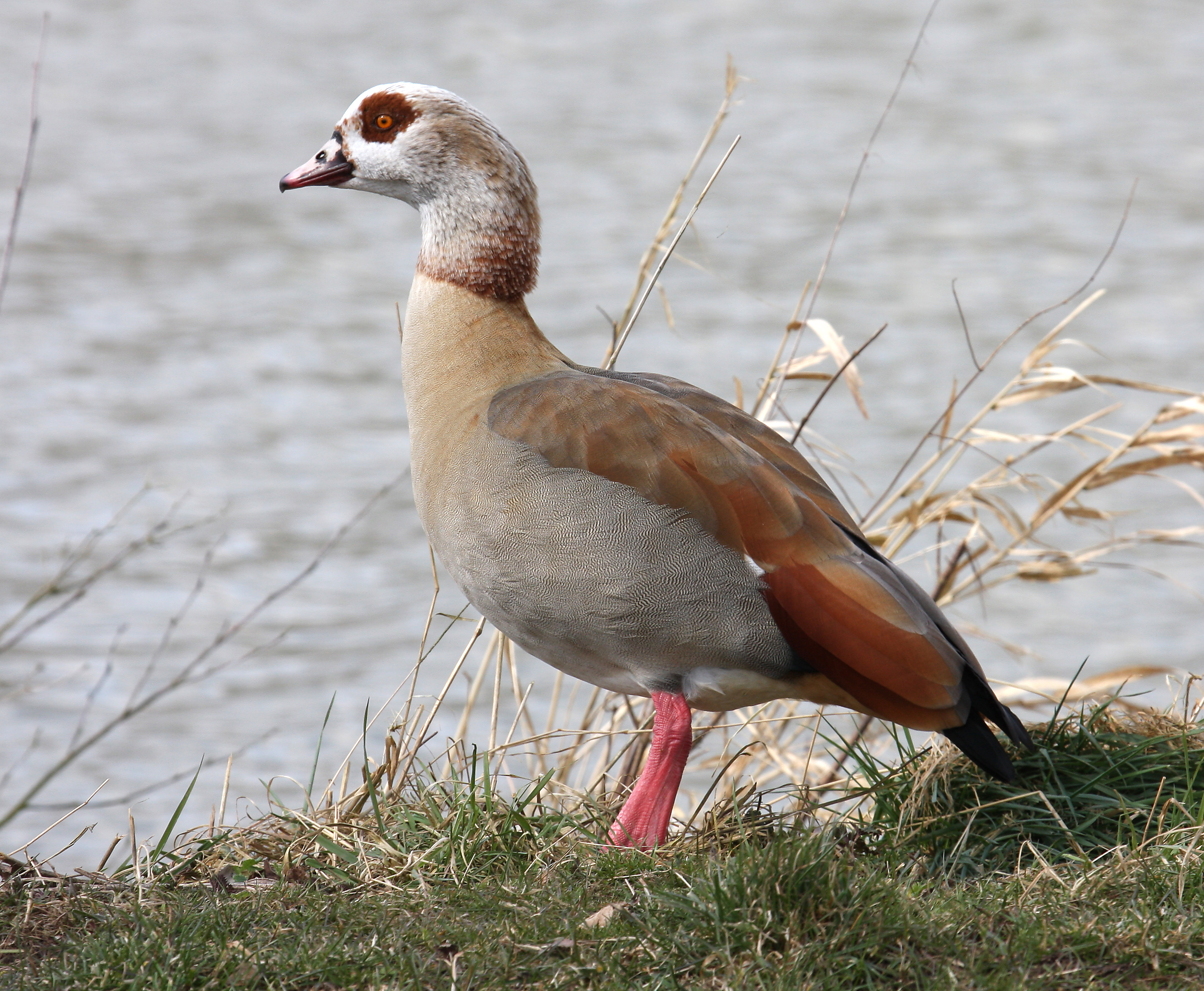
Alopochen aegyptiacus

La subfamilia Tadorninae incluye 10 géneros actuales.
- Sarkidiornis  (África, Asia)
  - Sarkidiornis melanotos - pato crestudo
  - Sarkidiornis sylvicola - pato crestudo americano
- Salvadorina (Nueva Guinea)
  - Salvadorina waigiuensis - ánade papúa
- Pachyanas † (Isla Chatham)
  - Pachyanas chathamica † - ganso de la Isla Chatham
- Tadorna - tarros (Europa, África, Australasia, 7 especies)
  - Tadorna ferruginea - tarro canelo
  - Tadorna cana - tarro sudafricano
  - Tadorna tadornoides - tarro australiano
  - Tadorna variegata - tarro maorí
  - Tadorna cristata - tarro crestado
  - Tadorna tadorna - tarro blanco
  - Tadorna radjah - tarro rajá
- Centrornis † (Madagascar)
  - Centrornis majori †
- Alopochen (África, 1 especie viviente, 2 o 3 extintas)
  - Alopochen aegyptiacus - ganso egipcio
  - Alopochen kervazoi † - ganso de Reunión
  - Alopochen mauritiana † - ganso de Mauricio
  - Alopochen sirabensis † - ganso de Madagascar (puede ser A. mauritianus)
- Neochen (América del Sur)
  - Neochen jubata - ganso del Orinoco
- Chloephaga - avutardas o cauquenes (América del Sur, 5 especies)
  - Chloephaga melanoptera - cauquén guayata
  - Chloephaga picta - cauquén común
  - Chloephaga hybrida - cauquén caranca
  - Chloephaga poliocephala - cauquén cabecigris
  - Chloephaga rubidiceps -  cauquén colorado
- Cyanochen (Etiopía)
  - Cyanochen cyanoptera - ganso aliazul
- Hymenolaimus (Nueva Zelanda)
  - Hymenolaimus malacorhynchus - pato azul
- Merganetta (Andes, América del Sur)
  - Merganetta armata - pato de torrentes
- Tachyeres - patos vapor (América del Sur, 4 especies)
  - Tachyeres patachonicus - pato vapor volador
  - Tachyeres pteneres - pato vapor no volador
  - Tachyeres leucocephalus - pato vapor cabeza blanca
  - Tachyeres brachypterus - pato vapor malvinero
- Plectropterus (África)
  - Plectropterus gambensis - ganso con espolones (a veces separado en una subfamilia propia, Plectropterinae)